# Vesica piscis

Vesica piscis.

La vesica piscis est la forme géométrique déterminée par l'intersection de deux disques de même diamètre ayant chacun son centre sur la circonférence de l'autre. C'est donc un cas particulier de lentille géométrique symétrique.
Le nom signifie littéralement en latin poche d'air, celle que les poissons ont dans leur abdomen pour pouvoir flotter, connue comme la vessie du poisson, mais qui n'a rien à voir avec la vessie contenant de l'urine. Cette figure est aussi appelée mandorle (de l'italien mandorla, « amande »).

## Détermination de l'aire

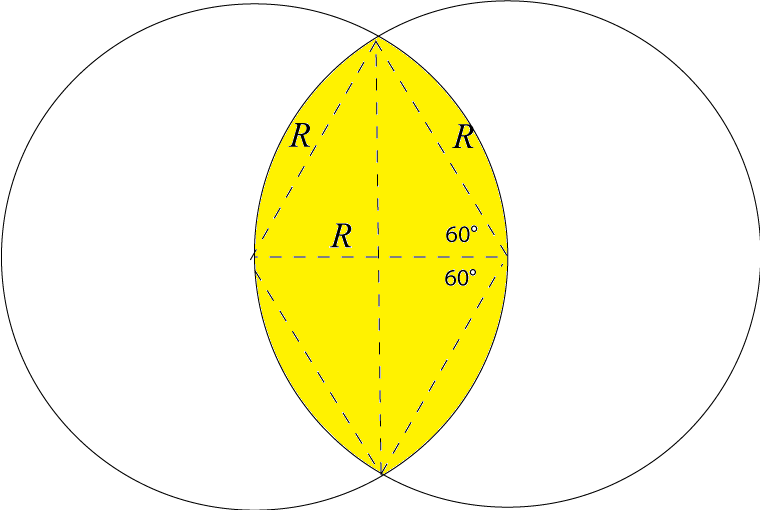
Vesica piscis avec ses deux triangles équilatéraux inclus.

La vesica piscis est la réunion de deux segments circulaires ayant chacun pour angle au centre {\displaystyle 2\times 60^{\circ }={\frac {2\pi }{3}}} radians.
Son aire vaut donc, pour des cercles de rayon {\displaystyle R\ \!:}
{\displaystyle {\bigg (}{\frac {2\pi }{3}}-\sin {\frac {2\pi }{3}}{\bigg )}R^{2}={\bigg (}{\frac {2\pi }{3}}-{\frac {\sqrt {3}}{2}}{\bigg )}R^{2}\approx 1{,}228~\!37\ R^{2}\ ;} pour plus de décimales, voir la suite A093731 de l'OEIS.

## Vesica piscis et nombre d'or

divise dans le rapport du nombre d'or.

La figure ci-contre, présentant une vesica piscis entourée deux cercles de rayon double, permet une construction du nombre d'or.
Plus précisément, les deux cercles de rayon {\displaystyle AB} de centres {\displaystyle A} et {\displaystyle B} de la vesica piscis sont entourés de deux autres cercles de rayon double {\displaystyle AF=BE} et de mêmes centres {\displaystyle A} et {\displaystyle B}. Soient {\displaystyle O} le milieu du segment {\displaystyle [AB]},  {\displaystyle C} et {\displaystyle D} les points d'intersection des deux petits cercles et {\displaystyle X} l'un des points d'intersection des deux grands cercles, de sorte que {\displaystyle O}, {\displaystyle D} et {\displaystyle X} sont alignés.
Alors {\displaystyle CX=\varphi \cdot CD} : le point {\displaystyle D} divise le segment {\displaystyle [CX]} dans le rapport du nombre d'or ,.
Démonstration
Sans perte de généralité, on choisit {\displaystyle OA=OB=1}. On a alors {\displaystyle AB=AC=AD=BC=BD=2} et {\displaystyle AF=AX=BE=BX=4}.
D'après le théorème de Pythagore {\displaystyle OD^{2}=AD^{2}-OD^{2}=4-1=3}, donc {\displaystyle OC=OD={\sqrt {3}}}.
De même {\displaystyle OX^{2}=AX^{2}-OA^{2}=16-1=15} donc {\displaystyle OX={\sqrt {15}}}.
Alors {\displaystyle {\frac {CX}{CD}}={\frac {{\sqrt {3}}+{\sqrt {15}}}{2\cdot {\sqrt {3}}}}={\frac {1+{\sqrt {5}}}{2}}=\varphi } ce qui montre le résultat.

## Utilisation de la forme
Dans l'art chrétien, certaines auréoles ont la forme d'une vesica piscis verticale, et le sceau des organisations ecclésiastiques est parfois inséré dans une vesica piscis verticale plutôt que dans un cercle.
Une figure de l'art celtique est la triquetra, formée de trois vesica piscis entrelacées, formant donc un nœud de trèfle.
Selon la tradition, vers 360 avant J.-C., le mathématicien Euclide créé et utilise un compas pour la fabrication de la vesica et démontre la construction de figures géométriques à partir de celle-ci.
De façon profane, la vesica piscis peut servir de base pour le dessin d'un œil ou d'un poisson (voir aussi à Ichthus).

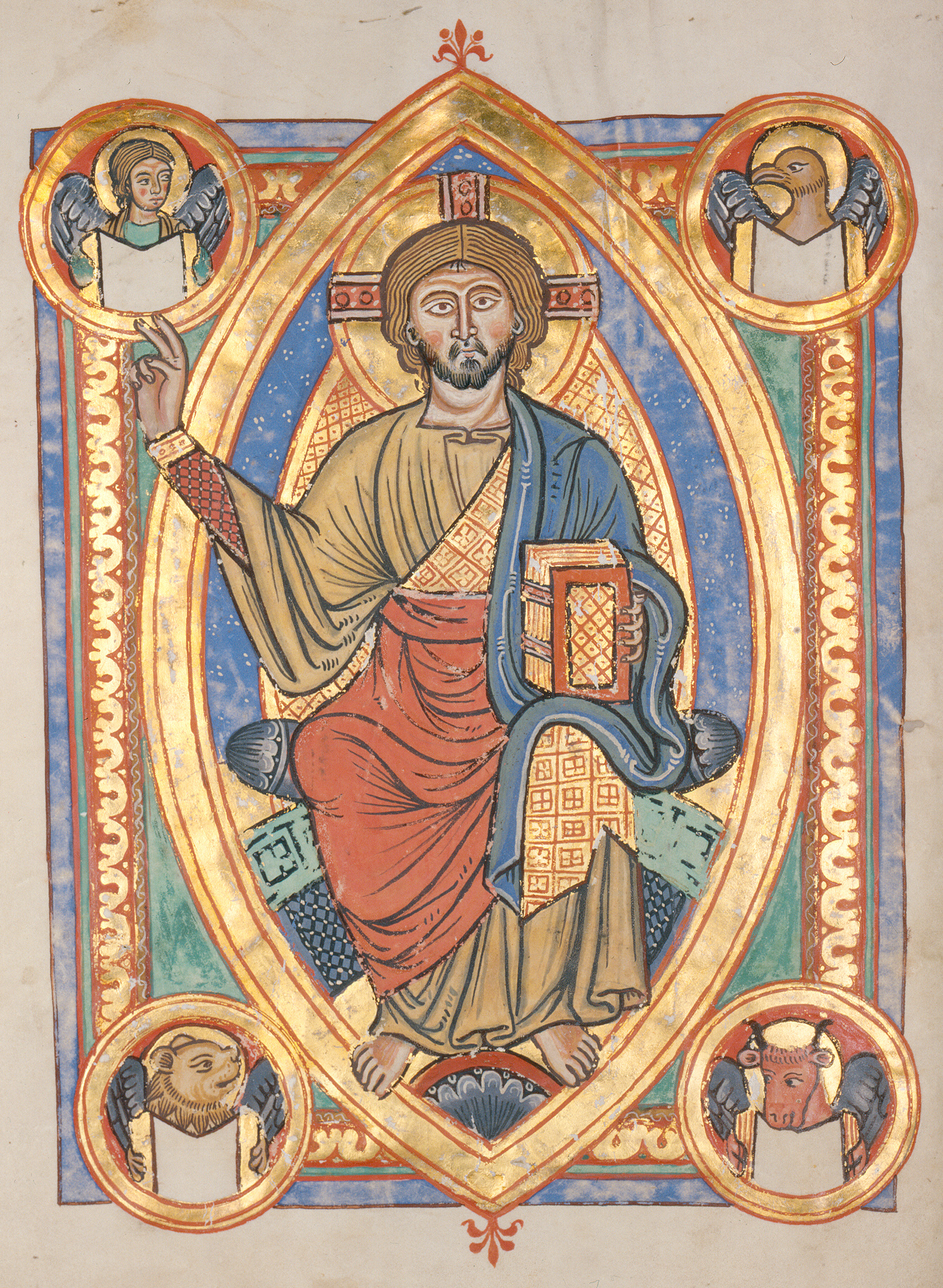
Miniature médiévale montrant un Christ en majesté dans une vesica piscis.
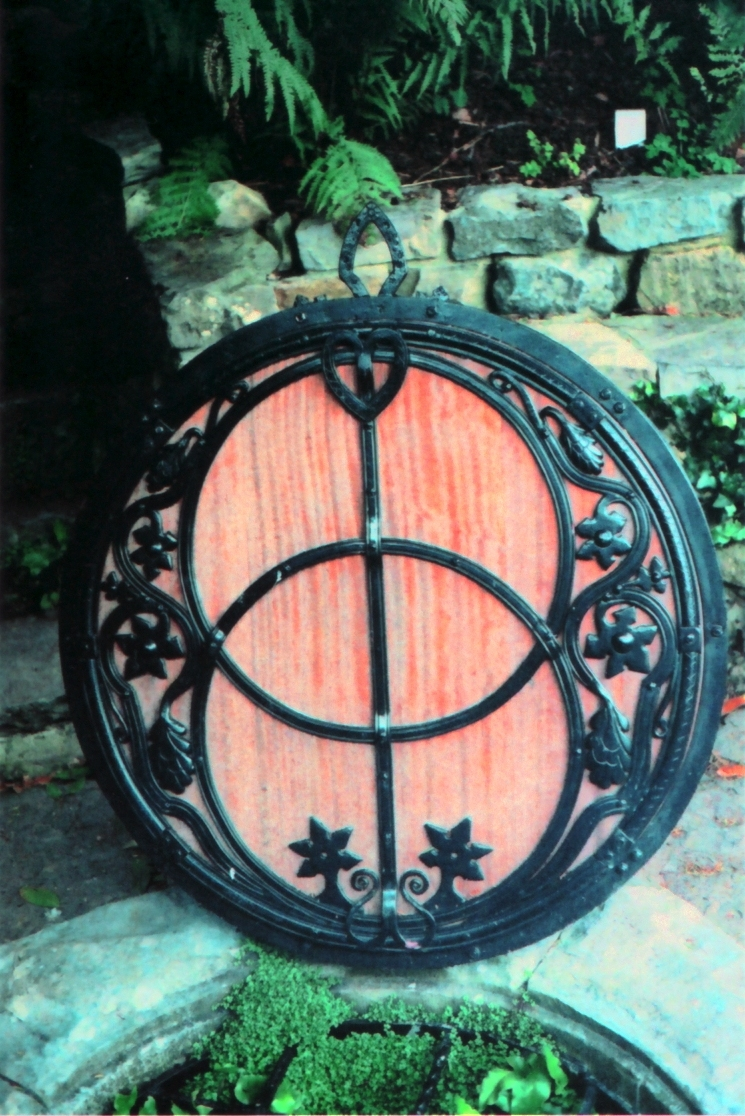
Couvercle du Chalice Well (en).
Triquetra entrelacée.
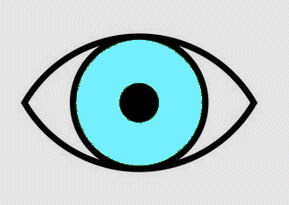
Utilisation pour le dessin d'un œil.
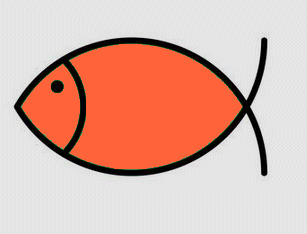
Utilisation pour le dessin d'un poisson.

## Signification mystique et religieuse
La vesica piscis a été le thème de plusieurs spéculations mystiques.
Les premières furent probablement celles des Pythagoriciens, qui la considéraient comme une figure sacrée. Pour eux, le rapport entre la largeur (longueur entre les extrémités du poisson sans la queue) et la hauteur était de 265:153 (approximation de {\displaystyle {\sqrt {3}}} à {\displaystyle 10^{-4}} près). À noter que le nombre 153 apparaît dans l'Évangile selon Jean (21:11) comme étant le nombre de poissons que Jésus attrape lors de la pêche miraculeuse,,,,.
Jésus enseigne que l'être humain est le médiateur entre le monde physique représenté par un cercle et le monde spirituel représenté par l'autre cercle. La vesica piscis est cette partie médiane appartenant aux deux cercles. Jésus lui-même est considéré par les chrétiens comme le médiateur entre Dieu et l'humanité.
Le poisson est un symbole de croyance et de foi qui permet aux chrétiens de s'identifier et d'afficher leur religion au cours des premiers siècles du christianisme. Ainsi la forme du poisson est devenue l'emblème de cette nouvelle religion avant que la croix ne la complète puis la remplace partiellement.
L'obélisque de Washington trône au centre d'un vesica piscis.
Des auteurs New Age ont interprété la vesica piscis comme étant un yoni, c'est-à-dire une représentation des organes génitaux féminins,,,,.